# Villa di Serio
Villa di Serio (lombardul: Éla de Sère) település Olaszországban, Lombardia régióban, Bergamo megyében. Lakosainak száma 6632 fő (2023. január 1.). Villa di Serio Nembro, Ranica, Alzano Lombardo és Scanzorosciate községekkel határos.

## Népesség
A település lakossága az elmúlt években az alábbi módon változott:
| Lakosok száma | 6689 | 6777 | 6632 |
|               | 2017 | 2018 | 2023 |